# 3571 Milanštefánik
3571 Milanštefánik è un asteroide della fascia principale del diametro medio di circa 38,88 km. Scoperto nel 1982, presenta un'orbita caratterizzata da un semiasse maggiore pari a 3,9448811 UA e da un'eccentricità di 0,1139740, inclinata di 7,85909° rispetto all'eclittica.
L'asteroide è dedicato all'astronomo e politico slovacco Milan Rastislav Štefánik.